# Борский сельсовет (Туруханский район)
Бо́рский сельсове́т — административно-территориальная единица и муниципальное образование в Туруханском районе Красноярского края Российской Федерации. Имеет статус сельского поселения.
В СССР до 1966 года назывался Сумароковским сельсоветом.

## Население
| 2010  | 2012  | 2013  | 2014  | 2015  | 2016  | 2017  |
| ----- | ----- | ----- | ----- | ----- | ----- | ----- |
| 2609  | ↗2669 | ↗2676 | ↘2644 | ↘2629 | ↘2596 | ↘2574 |
| 2020  | 2021  |       |       |       |       |       |
| ↘2483 | ↘2036 |       |       |       |       |       |

## Состав сельского поселения
В состав сельского поселения входят 4 населённых пункта:
| № | Населённый пункт     | Тип населённого пункта          | Население |
| - | -------------------- | ------------------------------- | --------- |
| 1 | Бор                  | посёлок, административный центр | ↘2496     |
| 2 | Комса                | деревня                         | ↘0        |
| 3 | Подкаменная Тунгуска | деревня                         | 41        |
| 4 | Сумароково           | деревня                         | 72        |

## Местное самоуправление
Борский сельский Совет депутатов
Дата избрания: 14.03.2010. Срок полномочий: 5 лет. Количество депутатов:  10
Глава муниципального образования
- Хвостова Ирина Измаиловна. Дата избрания: 14.03.2010. Срок полномочий: 5 лет